# Saint-Palais, Allier
Saint-Palais là một xã ở tỉnh Allier thuộc miền trung nước Pháp.